# Altwest- und Altostnordisch
Altwest- und Altostnordisch sind zwei Dialektgebiete des Altnordischen. Altwestnordisch umfasst Altisländisch und Altnorwegisch. Altostnordische Sprachen sind Altdänisch sowie Altschwedisch. Altgutnisch, das auf Gotland gesprochen wurde, lässt sich nur bedingt in diese Gliederung einfügen und gilt oft als separater Zweig der altnordischen Sprachen.
Die Differenzierung in West- und Ostnordisch tritt bereits im 10. Jahrhundert deutlich zutage, allerdings ist die Einteilung nur für eine bestimmte Sprachstufe sinnvoll. Für spätere Sprachstufen verwendet die Sprachwissenschaft andere Einteilungen (siehe nordgermanische Sprachen).

## Merkmale
Altwest- und Altostnordisch unterscheiden sich unter anderem durch folgende Merkmale:
Vokalsystem
- Die urgermanischen Diphthonge au und ai erscheinen im Westen als au und ei, im Osten als langes ö bzw. als langes e; Beispiele: aisl. lauss – aschwed. løs ‚los‘, aisl. steinn – aschwed. stēn ‚Stein‘.
- Der umgelautete Diphthong au erscheint im Westen als ey und im Osten als langes ø; Beispiele: aisl. ey – aschwed. ø ‚Insel‘.
- Der Monophthong y wird im Osten vor (ursprünglichem) -ngw-, -nkw- und -ggw- zu iu diphthongiert; Beispiele: aisl. syngva – aschwed. siunga, altdän. siunge ‚singen‘.
- Der Umlaut a zu ǫ vor (ursprünglichem) unbetontem u der Folgesilbe (daher u-Umlaut genannt) tritt im Westen häufiger auf als im Osten; Beispiele: aisl.-anorw. mǫttull − aschwed.-adän. mantul ‚Mantel‘; vor später geschwundenem u in der Nebensilbe: aisl. bǫrn (neuisländisch börn) – altschwedisch barn ‚Kinder‘ (hier sind Norwegen und Dänemark Übergangsgebiete, vgl. neunorwegisch born und barn, und dänisch geht mit dem Westen: børn).

Konsonantensystem
- Anlautendes vr- wurde im Westen zu r- vereinfacht, blieb aber im Osten erhalten; Beispiele: aisl. ríða – aschwed. vriþa ‚drehen, winden‘.
- Die Assimilation von Konsonanten tritt im Westen häufiger auf als im Osten; Beispiele: aisl.-anorw. ekkia – aschwed.-adän. ænkia ‚Witwe‘, aisl.-anorw. mǫttull − aschwed.-adän. mantul ‚Mantel‘.

Morphologie
- Der Dativ Plural lautet im Westen auf die archaische Endung -unum, im Osten hingegen auf -umin; Beispiele: aisl.-anorw. fótunum – aschwed.-adän. fotumin ‚[den] Füßen‘.
- Das synthetische Passiv des Verbs ist im Osten vereinfacht worden; Beispiele: aisl.-anorw. kallask – aschwed.-adän. kallas ‚genannt/gerufen werden, heißen‘.

## Abgrenzungsproblem
Die Begriffe Altwestnordisch und Altostnordisch sind nützliche Ordnungsbegriffe. Man darf jedoch nicht annehmen, das Altnordische sei in zwei Einzelsprachen namens Altwestnordisch und Altostnordisch zerfallen. Vielmehr bestanden zwischen ihnen fließende Übergänge.
Die ostnordische Monophthongierung erreicht z. B. das Altgutnische auf Gotland nicht, kommt umgekehrt aber in Teilen Norwegens vor. Darüber hinaus haben ostnordische Sprachänderungen verschiedene Ausgangspunkte (zumeist Dänemark, aber nicht ausschließlich).